# Asdrúbal Colmenares
Asdrúbal Colmenares (San Cristóbal, Venezuela, 26 de abril de 1975 — Caracas, Venezuela, 10 de enero de 2014) fue un futbolista internacional de Venezuela en la disciplina del futsal. Se desempeñaba en el terreno de juego como pívot y fue uno de los integrantes de la Selección de fútsal de Venezuela apodada los héroes del 97 gracias al título conseguido de campeón del mundo en el año 1997 en México.

## Historia

### El nacimiento de una estrella
José Asdrúbal Colmenares Orellana nació el 26 de abril de 1975, en la ciudad de San Cristóbal, estado Táchira. Colmenares practicó el fútbol de salón desde temprana edad, destacándose como uno de los jugadores más talentosos de su región.  “El Tren” debutó a la temprana edad de 17 años en la selección nacional de Fútbol de Salón, disputando el Sudamericano de Uruguay 1992, teniendo una excelente actuación.
El salonista tachirense a pesar de su juventud, fue referente del combinado venezolano. Formó parte del seleccionado nacional en el Campeonato Panamericano de Bolivia 1993 y fue medallista de oro en los Juegos ODESUR de Valencia 1994.

### El debut mundialista y comienzo de su legado histórico
Colmenares disputó el Mundial de Argentina 1994, con 19 años de edad. La selección alcanzaría cuartos de final en ese campeonato, lleno de polémicas extradeportivas. “Medianoche”, como también era apodado, asistía a su tercer campeonato consecutivo vistiendo la casaca vinotinto. Ese mismo año, ganaría su segundo título en la LESFUTSAL (Liga Especial Superior de Fútbol de Salón) dirigido por el profesor Alfredo Domínguez, quien sería más adelante, uno de sus amigos más cercanos.

### La confirmación gloriosa
Asdrúbal Colmenares formó parte de la selección venezolana, que obtuvo el Campeonato Panamericano de 1996 en Bogotá. Igualmente, el tachirense fue figura clave en el Campeonato Mundial de México 1997, anotando goles decisivos ante la selección de Brasil en semifinales. Aunado a esto, junto con David Pinto, su gran amigo y compañero de equipo, ganaría otros 3 campeonatos con Dragones de Carabobo.
David Pinto, compañero e histórico jugador del fútbol de espacio reducido, mencionó una anécdota antes de enfrentar la semifinal del campeonato mundial de México 1997: “Yo le propuse a Asdrúbal que si quedábamos campeones del mundo, nos cortaríamos el cabello al ras. Él con cara negativa, asintió que sí. Luego de ganarle a Uruguay en la final, le dije que ahora sí debíamos cumplir con lo prometido”
Igualmente, Pinto describió a Colmenares como un jugador que daba el máximo esfuerzo cuando jugaba tanto con la selección nacional como con Dragones de Carabobo.

### El final del camino como jugador
Después de ser campeón del mundo en fútbol de salón, Asdrúbal Colmenares pasó a disputar campeonatos en el fútbol sala. “El Tren” obtuvo una Copa Merconorte con Pumas del Ávila, equipo formado por David Pinto, Joseín “Papi” Rodríguez, José Leonardo Peña y Robinson Romero. Culminó su carrera con Samanes de Aragua, con el que ganó una Liga Nacional y un subcampeonato de Copa Merconorte en 2004.

### Del tabloncillo a las líneas laterales
Concretado su retiro como jugador, Asdrúbal Colmenares comenzó una fructífera carrera como Director Técnico en el fútbol sala venezolano. Destacando un campeonato de Liga Nacional en 2008 y de Copa Merconorte ese mismo año. También dirigió las selecciones estadales del Táchira, obteniendo el título de campeón nacional en los Juegos Nacionales Los Llanos 2007.
El profesor tomó nuevamente las riendas del Deportivo Táchira en el Torneo Superior de 2012, llegando hasta el subcampeonato. Dirigió también al Sport Club Marítimo de Margarita. Su última experiencia fue en Guerreros del Lago, donde dirigió las primeras fechas de la temporada 2013.

### Hombre cauto, familiar y de profundas creencias religiosas
“El Tren” no solo destacó en los tabloncillos venezolanos. Alfredo Domínguez, antiguo director técnico de Dragones de Carabobo y asistente técnico de la selección venezolana en la época de oro del fútbol de salón venezolano, y natural del estado Zulia, habló sobre aspectos fundamentales de la personalidad del exjugador y técnico tachirense. “Fue un gran muchacho, siempre tenía ganas de trabajar y mejorar. Quiso ser uno de los mejores de Venezuela, y lo fue”, afirmó Domínguez, sobre Colmenares. Asimismo, el zuliano señaló: “Como atleta era un jugador de poco hablar, pero con un temperamento para jugar increíble”. Finalizando su intervención, el exitoso profesor marabino se refirió a la personalidad de Colmenares como un hombre noble, familiar y de fe.

### Muerte
Asdrúbal Colmenares falleció en un accidente de tránsito ocurrido en la Avenida Boyacá, Cota Mil, de Caracas. Colmenares, quien residía en la ciudad de San Cristóbal, se encontraba en Caracas para recibir su título universitario como educador. Se encontraba en un vehículo con la familia de su compañera de vida Sandra Navarro acompañado de su familia, cuando el auto sufrió un desperfecto mecánico, lo que provocó una fuerte colisión en la que pereció de inmediato.

### Homenaje póstumo
Los organizadores del Torneo Superior de Futsal junto a la Federación Venezolana de Fútbol, decidieron jugar la cuarta edición del torneo, con el nombre de “Copa Asdrúbal Colmenares”. Igualmente, su número emblemático, el número “4”, será retirado por todos los equipos que conforman el certamen.
La idea fue presentada por el Gerente General de Guerreros del Lago, Alfredo Domínguez, aceptada de manera unánime por los dueños y representantes federativos.

## Clubes
| Club                      | País      | Año       |
| ------------------------- | --------- | --------- |
| Club Dragones de Carabobo | Venezuela | 1990-2000 |
| Pumas del Ávila FSC       | Venezuela | 2000-2002 |
| Samanes de Aragua FSC     | Venezuela | 2003-2004 |

## Palmarés
- Subcampeón Panamericano Uruguay 1992

- Campeón Juegos ODESUR Valencia 1994

- Campeonato Panamericano de Fútbol de Salón Bogotá 1996 - Campeón

- Campeonato Mundial de Fútbol de futsal de la AMF, México 1997 - Campeón

- Campeón Copa Merconorte  2002

- Subcampeón Copa Merconorte 2004

- 4 veces campeón de la Liga Especial Superior de Fútbol de Salón de Venezuela (LESFUTSAL) con Dragones de Carabobo

- Campeón de Liga Nacional de Futsal con Samanes de Aragua

### Como Director Técnico
- Campeón Juegos Nacionales Llanos 2007

- Campeón Liga Nacional de Futsal 2008 con Deportivo Táchira

- Subcampeón Torneo Superior 2012 con Deportivo Táchira

- Campeón Copa Merconorte 2008

- Mejor Entrenador del Torneo Superior de Futsal 2012